# 狹吻海龍
狹吻海龍（学名：Syngnathus tenuirostris），為輻鰭魚綱棘背魚目海龍魚科的其中一種，主要分布於地中海海域，體長可達19公分，棲息在泥底質海藻生長的海域。